# Danish Junior Cup 2012
Der Danish Junior Cup 2012 fand als bedeutendstes internationales Nachwuchsturnier von Dänemark im Badminton vom 11. bis zum 14. Oktober 2012 in Gentofte statt. Es war die 28. Auflage der Veranstaltung.

## Sieger und Platzierte der Junioren U19
| Disziplin    | Gold                                | Silber                       | Bronze                                 |
| ------------ | ----------------------------------- | ---------------------------- | -------------------------------------- |
| Herreneinzel | Rasmus Grill Noes                   | Kalle Koljonen               | Iikka Heino                            |
| Herreneinzel | Rasmus Grill Noes                   | Kalle Koljonen               | Rasmus Gemke                           |
| Dameneinzel  | Anna Thea Madsen                    | Julie Davidsen               | Natalia Koch Rohde                     |
| Dameneinzel  | Anna Thea Madsen                    | Julie Davidsen               | Natalie Chan-Lam                       |
| Herrendoppel | Mathias Christiansen David Daugaard | Kasper Antonsen Oliver Babic | Joachim Suder Frederik Søgaard         |
| Herrendoppel | Mathias Christiansen David Daugaard | Kasper Antonsen Oliver Babic | Victor Svendsen Mads Sørensen          |
| Damendoppel  | Julie Finne-Ipsen Rikke S. Hansen   | Chloe Birch Holly Smith      | Iben Bergstein Zenia Dam Larsen        |
| Damendoppel  | Julie Finne-Ipsen Rikke S. Hansen   | Chloe Birch Holly Smith      | Jenny Moore Victoria Williams          |
| Mixed        | Kasper Antonsen Amanda Madsen       | Tom Wolfenden Holly Smith    | David Daugaard Isabella Nielsen        |
| Mixed        | Kasper Antonsen Amanda Madsen       | Tom Wolfenden Holly Smith    | Mathias Christiansen Nanna Vestergaard |